# Янковаць (Соколоваць)
Янковаць (хорв. Jankovac) — населений пункт у Хорватії, в Копривницько-Крижевецькій жупанії у складі громади Соколоваць.

## Населення
Населення за даними перепису 2011 року становило 41 осіб.
Динаміка чисельності населення поселення: